# Matthew Shepard
Matthew Wayne Shepard (ur. 1 grudnia 1976 w Casper, zm. 12 października 1998 w Fort Collins) – amerykański student Uniwersytetu Wyoming skatowany na śmierć w wieku 21 lat. Śmierć młodego Sheparda poruszyła opinię społeczeństwa amerykańskiego i była głośnym wydarzeniem komentowanym w wielu krajach. Dała początek silnemu ruchowi antyhomofobicznemu i żądaniom rozszerzenia kategorii zbrodni nienawiści na te, których przyczyną jest nienawiść do osób LGBT.

## Życiorys
Był synem Judy i Dennisa Shepardów. Po ukończeniu nauki w Dean Morgan Junior High w Casper spędził dwa lata w Szwajcarii, kontynuując naukę w The American School in Switzerland, podróżując z rodzicami po Europie i ucząc się języków obcych. Po powrocie do Ameryki uczył się w Catawba College i Casper College. Z rodzinnego domu wyniósł wychowanie chrześcijańskie – był członkiem Kościoła Episkopalnego i ministrantem parafii św. Marka w Casper. Grał w amatorskim teatrze Casper College i Stage III Theater. Uprawiał pływanie, piłkę nożną, biegi, narciarstwo i trekking.
Rozpoczął studia na Uniwersytecie Wyoming w Laramie, wybrawszy wydział politologii i stosunków międzynarodowych. Był aktywny politycznie i społecznie – wybrano go na przedstawiciela studentów do Rady Ochrony Środowiska Wyomingu.

## Śmierć
Krótko po północy 7 października 1998 Shepard był w uczelnianym barze w Laramie, gdzie spotkał się z 22-letnim Aaronem McKinneyem i 21-letnim Russellem Hendersonem. Henderson i McKinney, symulując zainteresowanie erotyczne i koleżeńskie, wywabili Sheparda z baru i wywieźli w odludne tereny Sherman Hills na wschód od miasta. Tam, po przywiązaniu do ogrodzenia, Shepard był bity i torturowany. Oprawcy pozostawili go związanego na ogrodzeniu, by umarł. Nocą temperatura w okolicy spadła do blisko zera stopni.
18 godzin po uprowadzeniu Sheparda znalazł przypadkowo przejeżdżający rowerzysta, który początkowo wziął go za stracha na wróble. Gdy przewożono go do szpitala, żył, choć był w śpiączce. Zmarł cztery dni później w szpitalu o 12:53, nie odzyskawszy przytomności. Przyczyną zgonu były obrażenia mózgu, które upośledziły podstawowe funkcje życiowe. Pęknięcie czaszki sięgało od tyłu głowy aż przed prawe ucho. Na twarzy i głowie doliczono się dwunastu ran, których lekarze nie podjęli się operować.

## Upamiętnienie

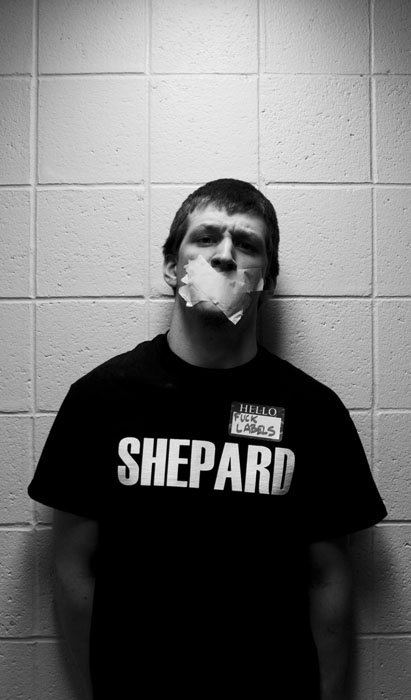
Uczestnik Dnia Milczenia w koszulce upamiętniającej Matthew Sheparda

- Matthew Sheparda upamiętnia fundacja jego imienia – Matthew Shepard Foundation.
- Imię Matthew Sheparda nosi ustawa przyjęta przez Senat Stanów Zjednoczonych 22 października 2009 (Matthew Shepard Bill); ustawa rozszerza kategorię zbrodni nienawiści tak, że obejmuje ona odtąd również płeć, tożsamość płciową, orientację seksualną i niepełnosprawność[4].

## Matthew Shepard w kulturze popularnej

### Filmy
- 1998: Dear Jesse (film dokumentalny), reż. Tim Kirkman
- 2001: Anatomy of a Hate Crime (TV), reż. Tim Hunter z Cyem Carterem
- 2002: Projekt Laramie (The Laramie Project), reż. Moisés Kaufman
- 2002: The Matthew Shepard Story (TV), reż. Roger Spottiswoode z Shane’em Meierem
- 2004: Laramie Inside Out (film dokumentalny), reż. Beverly Seckinger
- 2012: Matt Shepard Is a Friend of Mine (film dokumentalny), reż. Michele Josue

### Muzyka
- 1998: „Merman” wyk. Tori Amos
- 1999: „Scarecrow” wyk. Melissa Etheridge
- 1999: „Trouble the Waters” wyk. Big Country z płyty Driving to Damascus (1999)
- 2001: „Into the Sun” wyk. Jann Arden
- 2001: „American Triangle” wyk. Elton John, słowa: Bernie Taupin, z albumu Songs from the West Coast (2001)
- 2001: „Cheyenne” wyk. Good Riddance z albumu Symptoms of a Leveling Spirit (2001)
- 2001: „Laramie” wyk. Amy Ray z albumu Stag about Shepard (2001)
- 2003: „Into the Sun” wyk. Protest the Hero
- 2004: „Jesus Is on the Wire” wyk. Peter, Paul and Mary
- 2004: „Matthew” wyk. Janis Ian z albumu Billie’s Bones (2004)
- 2005: „Above the Clouds” wyk. Cyndi Lauper z albumu The Body Acoustic (2005)
- 2006: „And Sadness Will Sear” wyk. Trivium z albumu The Crusade (2006)

## Przedstawienia teatralne
- 2000: The Laramie Project